# Ukrajinská pravoslavná církev Kyjevského patriarchátu

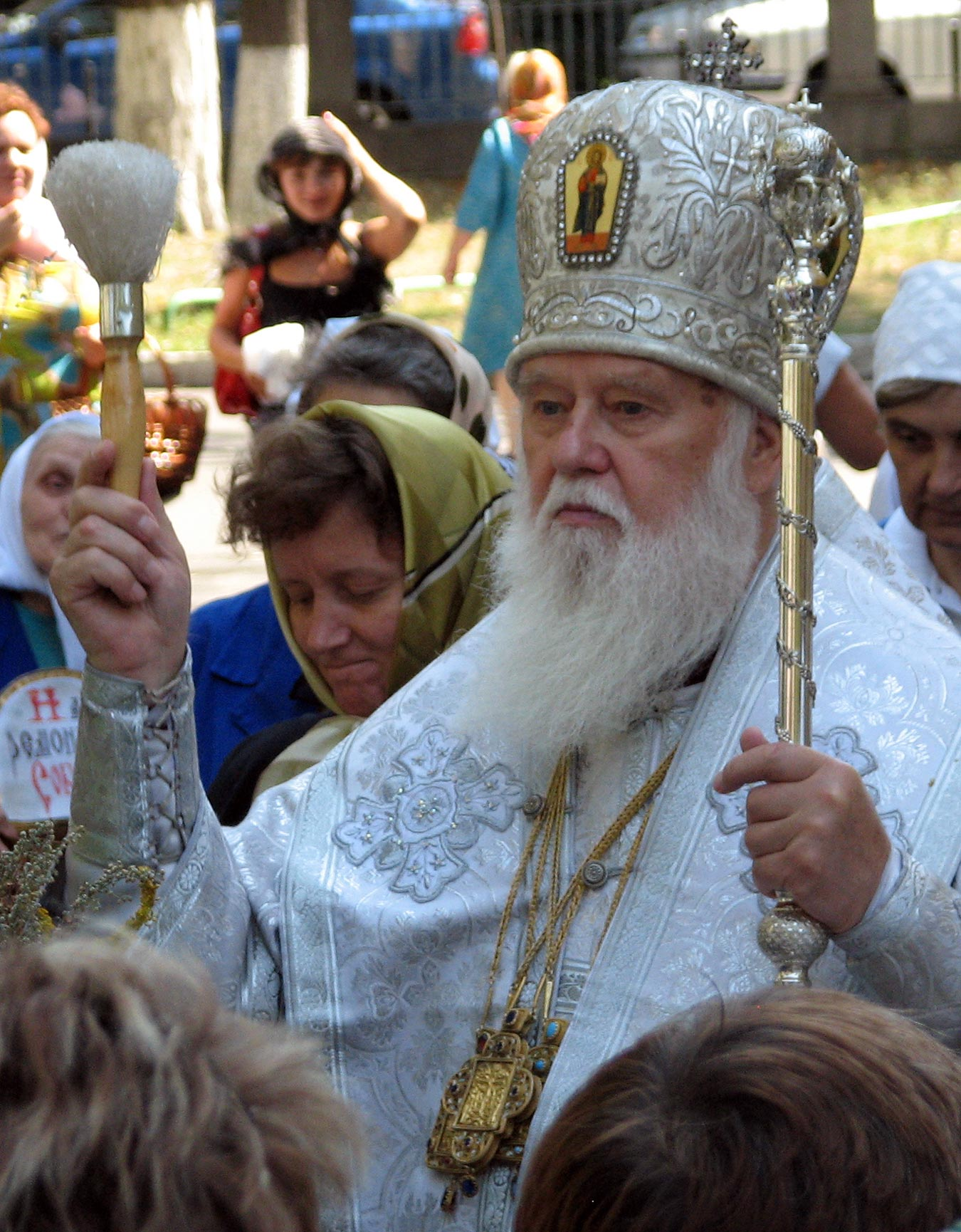
Filaret (Denysenko), patriarcha

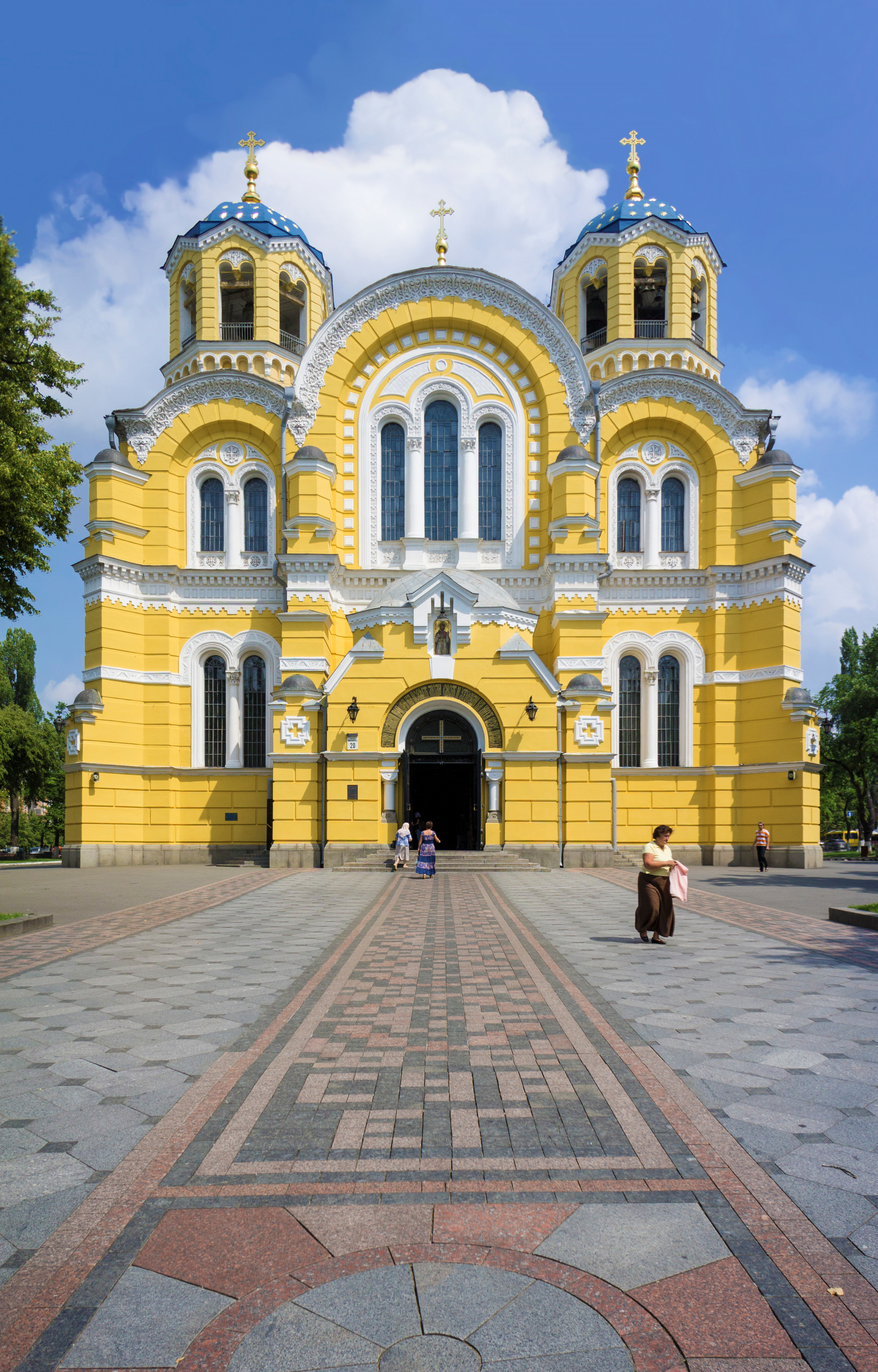
Katedrála svatého Vladimíra, Kyjev

Ukrajinská pravoslavná církev Kyjevského patriarchátu (oficiální název Ukrajinská pravoslavná církev — Kyjevský patriarchát, ukrajinsky Українська Православна Церква (Київський Патріархат), zkratka UPC (KP)) byla v letech 1992 až 2018 pravoslavná církev na Ukrajině. Byla vedená kyjevským patriarchou a byla jednou z nejrozšířenějších církví na Ukrajině a získala převahu v několika oblastech Ukrajiny kromě Haliče, kde převažuje Ukrajinská řeckokatolická církev. Zanikla 15. prosince 2018 sjednocujícím sněmem, z něhož vzešla sloučená Pravoslavná církev Ukrajiny.
Se zvyšujícím se počtem věřících se pak na konci roku 2011 stala nejrozšířenější církví na Ukrajině. 15. prosince 2018 se sjednotila s Ukrajinskou autokefální pravoslavnou církví a částí UPC Moskevského patriarchátu do Pravoslavné církve Ukrajiny.

## Historie
Církev byla založena roku 1992 poté, co v roce 1991 Ukrajina získala nezávislost a část ukrajinského duchovenstva se odtrhla od Ukrajinské pravoslavné církve pod moskevským vedením (patriarchátem) podřízeným Ruské pravoslavné církvi a přeložila své sídlo do Kyjeva.
Když v roce 1991 Ukrajina získala nezávislost, začal tehdejší kyjevský metropolita Filaret (Denysenko) (ukrajinsky Філарет - Патріарх Київський) usilovat o odtržení církve od Moskvy, za což byl zbaven své hodnosti. Poté založil s částí duchovenstva v roce 1992 Ukrajinskou pravoslavnou církev Kyjevského patriarchátu se sídlem v Kyjevě. Mezi oběma církvemi jsou hluboké antipatie. V roce 1997 Ukrajinská pravoslavná církev (Moskevský patriarchát) exkomunikovala a zatratila samotného patriarchu Kyjevského patriarchátu Filareta II.
Když část představitelů Moskevského patriarchátu otevřeně podpořila vojenskou intervenci Ruska na Donbasu, narostl negativní názor na její činnost. Vazba Ukrajinské pravoslavné církve (Moskevský patriarchát) na Kreml, podpora politiky Vladimira Putina, její zásah do konfliktu mezi státy, jejichž občané jsou členy církve a podpora vojenské intervence Ruska na východě Ukrajiny způsobuje výrazný odliv věřících ve prospěch Ukrajinské pravoslavné církve Kyjevského patriarchátu, která se stala nejrozšířenější církví na Ukrajině.
V září 2018 oznámil konstantinopolský patriarcha, že zahájí proces vedoucí ke získání autokefality Ukrajinské pravoslavné církve, což vzbudilo ostrou nesouhlasnou reakci Ruské pravoslavné církve. Situace vyvrcholila sjednocujícím sněmem ukrajinských pravoslavných církví 15. prosince 2018, na kterém byla ustavena Pravoslavná církev Ukrajiny. Ukrajinská pravoslavná církev Kyjevského patriarchátu tímto zanikla.